# Sternopriscus montanus
Sternopriscus montanus är en skalbaggsart som beskrevs av Watts 1978. Sternopriscus montanus ingår i släktet Sternopriscus och familjen dykare. Inga underarter finns listade i Catalogue of Life.

## Bildgalleri

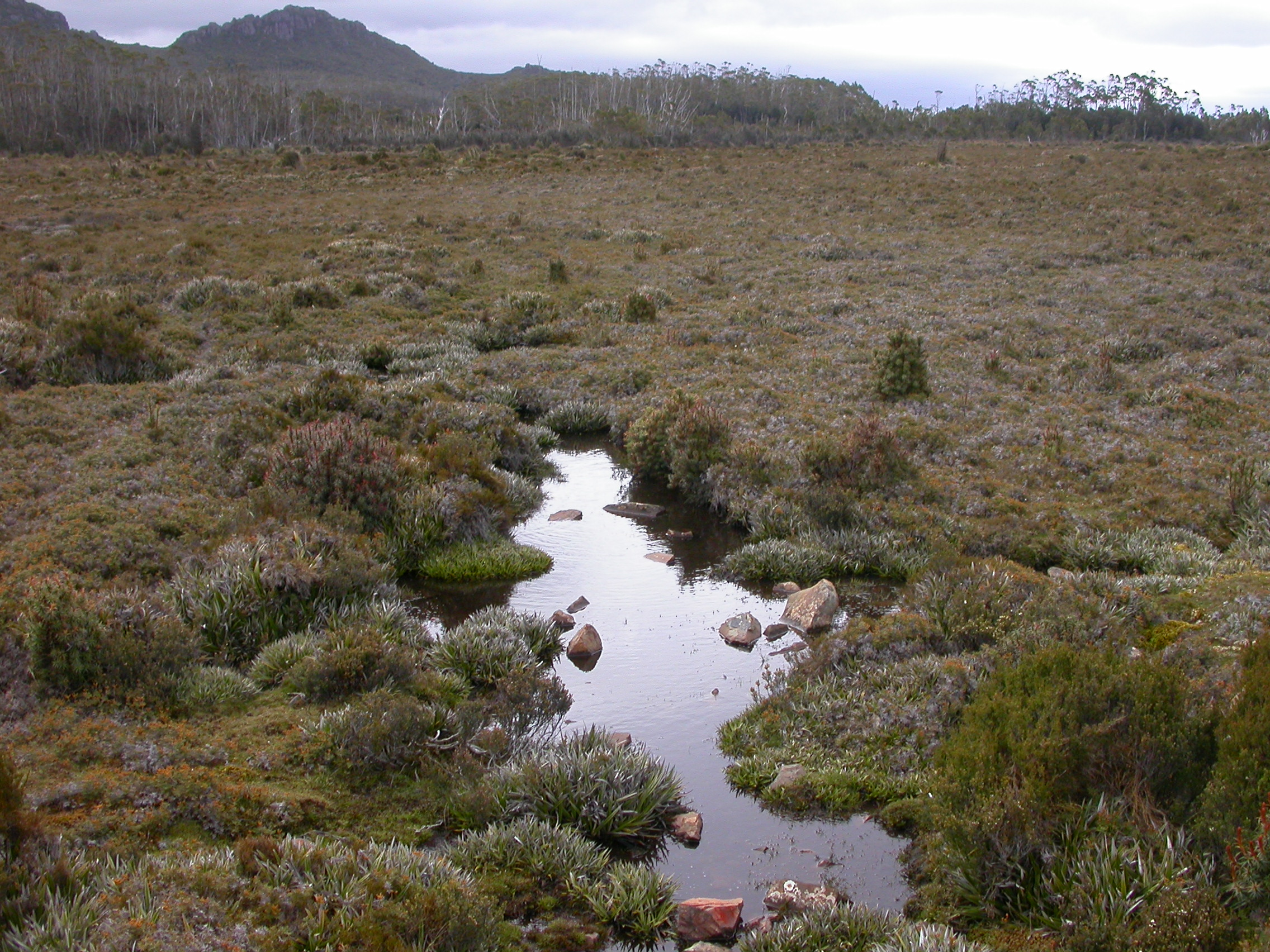
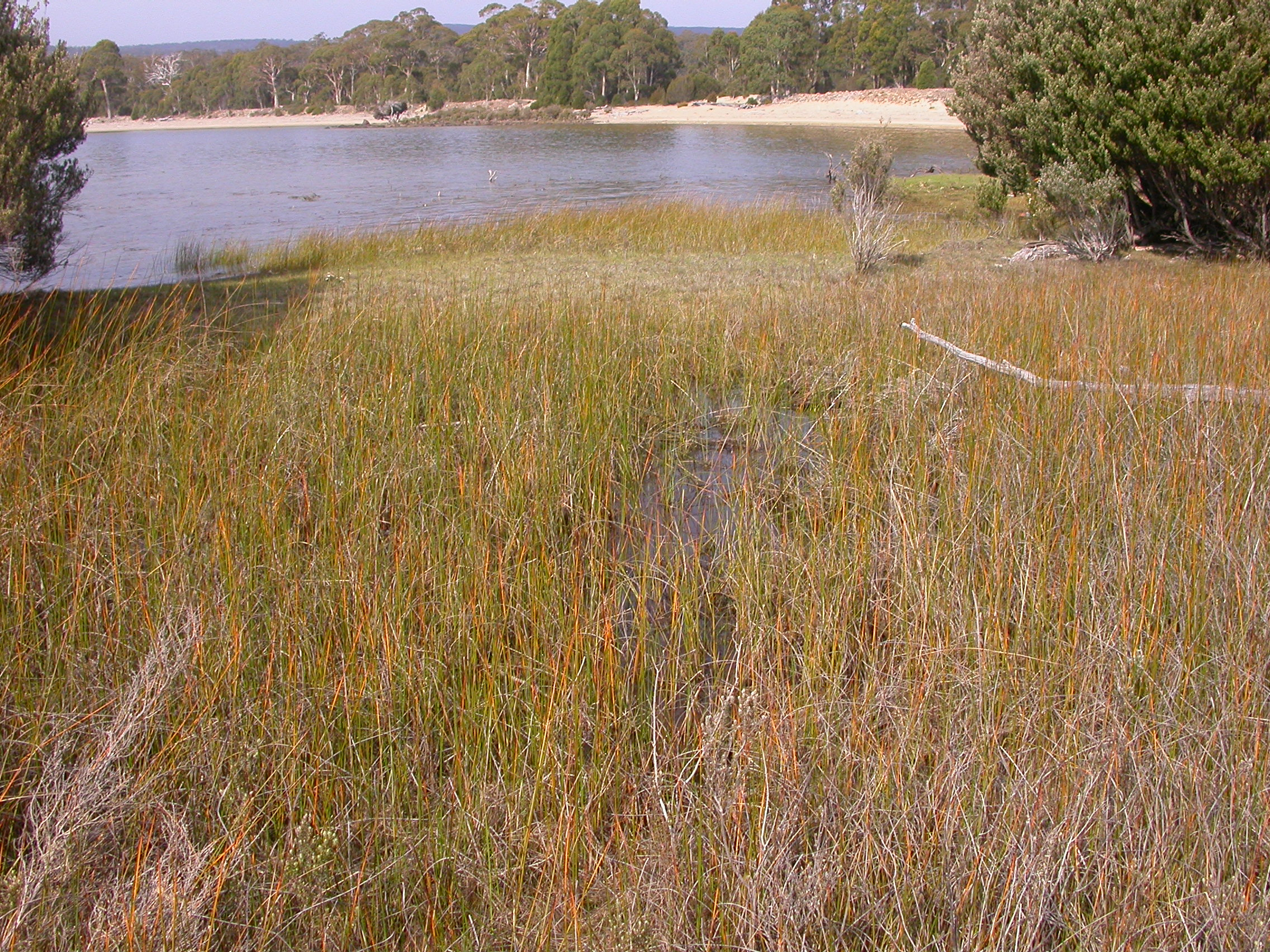